# Кера войвода
Кера войвода – известна още като Калъч Кера или Айдут Кера, е българска войводка на хайдушка чета.
За Кера се знае, че произхожда от една колибарска махала близо до Малко Търново. Най-вероятно тя е родена през последната четвърт на ХVІІІ век. Предвожда самостоятелна женска хайдушка чета, действаща в началото на ХІХ в. из Странджансия край. Това поне твърди за нея писателят Димитър Мантов в своя исторически роман за младежи „Хайдути шетат по море“ (1988). Той определя две приблизително сходни обстоятелства, които принуждават тази мома да излезе да хайдутува в гората. Според едната версия Кера е съвсем млада невяста, когато кърджалии при своите набези убиват мъжа ѝ. Според другата тя само е сгодена за овчаря Петко, но пак поради същата причина остава без годеник.
Оттук насетне не е трудно да се предугади следващата и стъпка в живота. Кера се познава добре с прочутия по това време Вълчан войвода (1775 – 1863), но не се включва в неговата чета, а сама сформира своя отделна дружина. Събира изключително силни и с подобна съдба жени като нея, останали без мъжете си по време на кърджалийските погроми от края на ХVІІІ – началото на ХІХ век. Тези жени са такива, които нямат повече за какво да жалеят по миналото, но които имат за какво и кому да си отмъщават. По този повод Кера въвежда строго хайдушко правило – принуждава съратничките си да дадат хайдушка клетва, че при никакви обстоятелства мъж до себе си няма да допуснат да припари. Дълго време това правило е стриктно съблюдавано, докато един ден една от хайдутките в четата, Руска, нарушава дадената клетва и залюбва се с тюфекчия (оръжейник) от харбалийското (войнишко) село Кофчаз, Лозенградско, и така за известно време напуска дружината. Когато се връща обратно, Кера я изправя пред хайдушкия съд и без всякакво колебание и милост я осъжда на смърт чрез обесване. Същото наказание сполетява по-късно и друга хайдутка от дружината ѝ – Гена.
За смъртта на другаря си Петко войводката отмъщава жестоко. Издебва и улавя с хората си кърджалиите, убили овчаря, когато са пияни, натрупват клада от клони около тях и ги запалват.